# Comuna George Enescu, Botoșani
George Enescu este o comună în județul Botoșani, Moldova, România, formată din satele Arborea, Dumeni (reședința), George Enescu, Popeni și Stânca.

George Enescu pe harta toponimică a Hudeștiului

## Demografie
Componența etnică a comunei George Enescu
     Români (97,29%)
     Alte etnii (2,71%)
Componența confesională a comunei George Enescu
     Ortodocși (91,14%)
     Penticostali (2,64%)
     Baptiști (1,77%)
     Creștini după evanghelie (1,06%)
     Alte religii (0,39%)
     Necunoscută (3%)
Conform recensământului efectuat în 2021, populația comunei George Enescu se ridică la 3.104 locuitori, în scădere față de recensământul anterior din 2011, când fuseseră înregistrați 3.279 de locuitori. Majoritatea locuitorilor sunt români (97,29%). Din punct de vedere confesional, majoritatea locuitorilor sunt ortodocși (91,14%), cu minorități de penticostali (2,64%), baptiști (1,77%) și creștini după evanghelie (1,06%), iar pentru 3% nu se cunoaște apartenența confesională.

## Politică și administrație
Comuna George Enescu este administrată de un primar și un consiliu local compus din 11 consilieri. Primarul, Bogdan-Tony Murariu[*], de la Partidul Social Democrat, este în funcție din octombrie 2020. Începând cu alegerile locale din 2024, consiliul local are următoarea componență pe partide politice:
|  | Partid                    | Consilieri | Componența Consiliului | Componența Consiliului | Componența Consiliului | Componența Consiliului | Componența Consiliului | Componența Consiliului | Componența Consiliului | Componența Consiliului |
|  | ------------------------- | ---------- | ---------------------- | ---------------------- | ---------------------- | ---------------------- | ---------------------- | ---------------------- | ---------------------- | ---------------------- |
|  | Partidul Social Democrat  | 8          |                        |                        |                        |                        |                        |                        |                        |                        |
|  | Partidul Național Liberal | 3          |                        |                        |                        |                        |                        |                        |                        |                        |